# Уматак

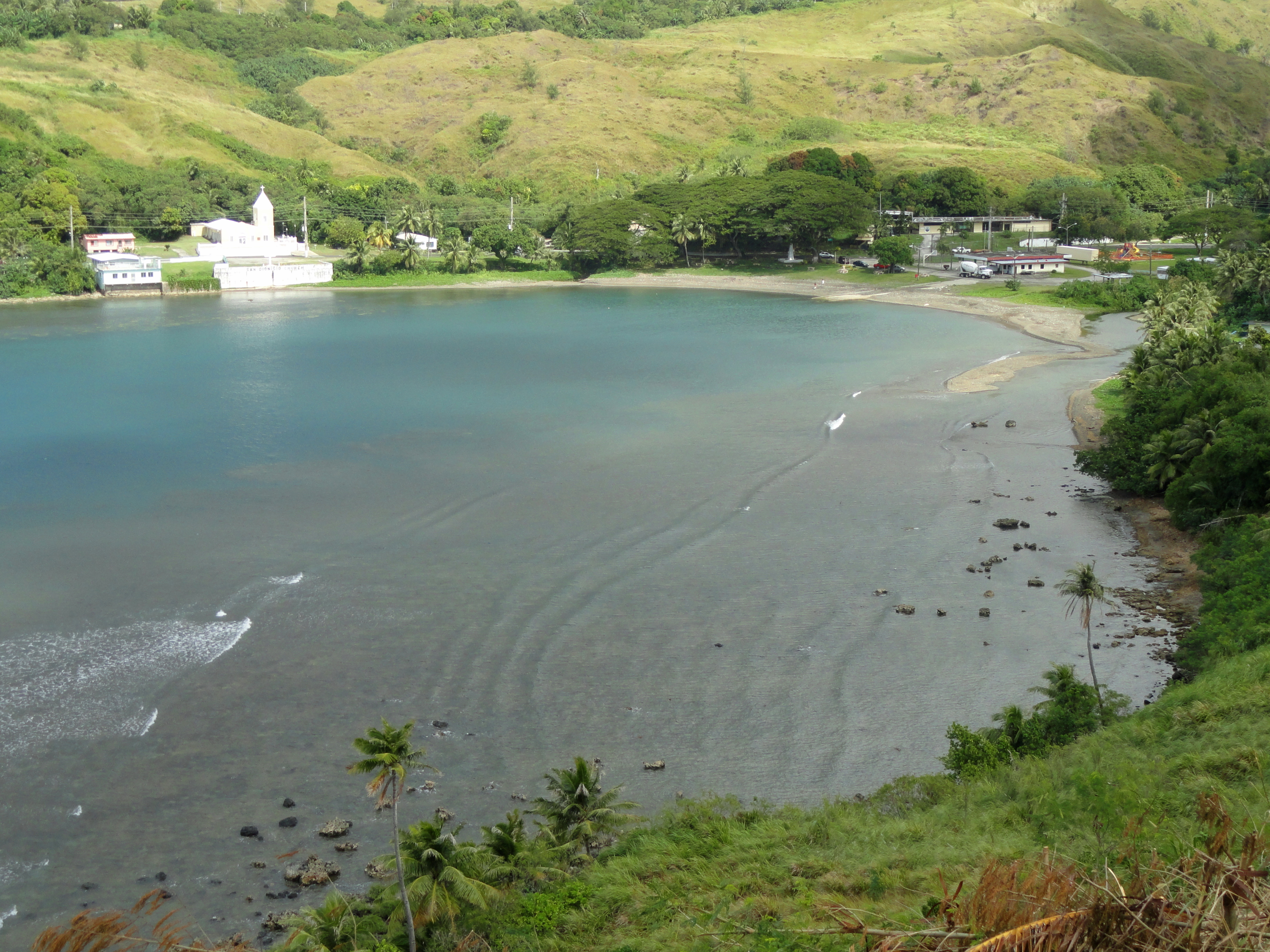
Вид на деревню со стороны Уматакского залива

Уматак (англ. Umatac, чамор. Humåtak) — деревня на острове Гуам.

## История
До прибытия испанцев на остров территория к северу от деревни считалась священной. По легендам народа чаморро именно там появились первые люди. Это место использовалось аборигенами для проведения празднеств. В 1521 году португальский путешественник Фердинанд Магеллан посетил деревню во время своего кругосветного плавания. Аделантадо Мигель Лопес де Легаспи в 1565 году прибыл в Уматакский залив где объявил остров Гуам владением испанского короля. В XVII веке в Уматаке была построена католическая миссия, где местные жители были обращены в христианство. Рядом с деревней было построено два форта. Развалины форта Сан-Хосе сохранились до наших дней и внесены Национальном реестре исторических мест США. В 1898 году в ходе Испано-американской войны. Развалины форта Санта Анжел сохранились хуже.
Гуам был захвачен США. Под управлением США маленькая деревня начала расширяться.

## Описание
Деревня Уматак находится в юго-западной части острова Гуам на берегу Уматакского залива. Население деревни, по данным переписи 2010 года составляет 782 человека. Наблюдается динамика уменьшения количества населения по сравнению с 2000 годом, когда в деревне проживало 887 человек.